# Dunmanway
Dunmanway (irisch Dún Mánmhaí) ist eine Stadt im County Cork im Südwesten der Republik Irland.

## Der Ort
Dunmanway liegt, auf drei Seiten von Bergen umgeben, im Südwesten des Countys Cork und ist das geografische Zentrum der Region West Cork.
Dunmanway ist eine geplant angelegte Stadt aus dem 17. Jahrhundert, wobei die beiden ursprünglichen dreischenkligen Plätze noch existieren. Das Stadtzentrum wurde um zwei kleinere Zuflüsse des River Bandon herum angelegt, der selbst etwa 8 km westlich der Stadt entspringt und (ostwärts fließend) Dunmanway am östlichen Ortsrand passiert.
In Irland ist Dunmanway in erster Linie bekannt als Geburtsort des protestantischen Republikaners und Gaelic-Football-Spielers Sam Maguire (1879–1927).

## Verkehr und Demografie
Die Stadt liegt etwa 55 km südwestlich von Cork City; von der Nationalstraße N71 bei Bandon ist sie 27 km entfernt. An den Schienenverkehr in Irland war Dunmanway zwischen 1866 und 1961 angeschlossen.
Die Einwohnerzahl von Dunmanway wurde bei der Volkszählung 2022 mit 1964 Personen ermittelt.
Die bretonische Gemeinde Quéven ist Partnerstadt von Dunmanway.